# Taizé-Maulais
Taizé-Maulais (do 1 stycznia 2016 Taizé) – miejscowość i dawna gmina we Francji, w regionie Nowa Akwitania, w departamencie Deux-Sèvres. W 2016 roku populacja ówczesnej gminy wynosiła 789 mieszkańców. 
W dniu 1 stycznia 2019 roku z połączenia czterech ówczesnych gmin – Brie, Oiron, Saint-Jouin-de-Marnes oraz Taizé-Maulais – powstała nowa gmina Plaine-et-Vallées. Siedzibą gminy została miejscowość Oiron. 